# Лилингтон (Северна Каролина)
Лилингтон (енгл. Lillington) град је у америчкој савезној држави Северна Каролина.

## Демографија
По попису из 2010. године број становника је 3.194, што је 279 (9,6%) становника више него 2000. године.
| Група             | 2000.         | 2010.         |
| Белци             | 1.563 (53,6%) | 1.541 (48,2%) |
| Афроамериканци    | 1.182 (40,5%) | 1.272 (39,8%) |
| Азијати           | 13 (0,4%)     | 29 (0,9%)     |
| Хиспаноамериканци | 119 (4,1%)    | 280 (8,8%)    |
| Укупно            | 2.915         | 3.194         |